# 帕氏真亮羽水蚤
帕氏真亮羽水蚤（学名：Euaugaptilus palumboi）为亮羽水蚤科真亮羽水蚤屬下的一个种。